# Uskoplje (Canali)
Uskoplje è una frazione del comune croato di Canali.